# Wendilgarda nipponica
Espèce
Wendilgarda nipponica est une espèce d'araignées aranéomorphes de la famille des Theridiosomatidae.

## Distribution
Cette espèce est endémique du Japon.

## Étymologie
Son nom d'espèce lui a été donné en référence au lieu de sa découverte, le Japon.

## Publication originale
- Shinkai, 2009 : Two new species of the genera Wendilgarda and Patu from Japan (Araneae: Theridiosomatidae and Symphytognathidae). The Spiders of Japan with keys to the families and genera and illustrations of the species. Tokai University Press, Kanagawa, p. 75-77.